# Karl Caspar (Pilot)

Karl Caspar (ca. 1912)

Karl Christian Maximilian Caspar (* 4. August 1883 in Netra (Hessen-Nassau); † 2. Juni 1954 in Frankfurt-Höchst) war ein deutscher Pilot, Flugzeugbauunternehmer und Jurist. Er erlangte insbesondere in den 1920er Jahren Bekanntheit durch die von den Caspar-Werken entwickelten und gebauten Flugzeugtypen. Als Flugzeugführer, der seine Prüfung noch vor dem Ersten Weltkrieg ablegte, zählt er zu den Alten Adlern.

## Leben

### Kindheit und Jugend
Karl Caspar kam als fünftes und jüngstes Kind des aus Breslau stammenden, am Amtsgericht Netra angestellten Gerichtssekretärs Wilhelm Ernst Maximilian und dessen Ehefrau, der aus Kassel stammenden Anna Katharina Ida, geborene Gruber, zur Welt. Namensgeber war neben seinem Vater sein Patenonkel mütterlicherseits, der Bildhauer und Architekt Karl Christian Gruber (1856–1934). Seine Geschwister waren der spätere Kasseler Augenarzt Johannes Heinrich Kurt (1876–?), Julius Walter (1878–1881) sowie die Zwillingsschwestern Klara Melida Emilie (1879–1881) und Erna Emilie Marie (1879–1944).
Im Jahr 1890 zog die Familie nach Kassel, wo Caspar das Königliche Wilhelms-Gymnasium besuchte. Nach dem Abitur begann er ein Studium der Rechtswissenschaften in Marburg.
Dort wurde er 1903 Mitglied in der Burschenschaft Alemannia Marburg. 1919 wurde er auch Alter Herr der Hamburger Burschenschaft Germania.
Im Jahr 1905 unterbrach er sein Studium und ging als Einjährig-Freiwilliger zur Schutztruppe in Deutsch-Südwestafrika. Dort nahm er als Reiter in der Ersatzkompagnie des 1. Feldregiments an der Niederschlagung des Herero-Aufstands teil und erhielt am 20. März 1906 das Militär-Ehrenzeichen 2. Klasse. Eine schwere Typhus-Erkrankung zwang ihn im selben Jahr zur Rückkehr nach Deutschland. Caspar wurde Leutnant der Reserve beim Dragoner-Regiment „Freiherr von Manteuffel“ (Rheinisches) Nr. 5 in Hofgeismar. Zurück in Deutschland vollendete er seine Studien in Marburg und Tübingen und bestand in Kassel die Referendarprüfung. Nach der ersten Ausbildung in Karlshafen wurde er als Gerichtsreferendar in den Kammergerichtsbezirk Berlin versetzt.

### Pilot und erstes Unternehmen
In Johannisthal kam er in Kontakt zu der sich eben entwickelnden Fliegerei, nahm bei Paul Lange Flugstunden und erhielt am 27. März 1911 den Flugzeugführerschein Nr. 77.
Kurz darauf verunglückte Caspar bei einem Absturz nahe Magdeburg. Wieder genesen, nahm er an der Herbstflugwoche von 1911 teil und absolvierte erfolgreich einen fünfstündigen Dauerflug, für den er 1334 ℳ erhielt. Kurz darauf eröffnete Caspar in Wandsbek eine als Centrale für Aviatik bezeichnete Flugschule. Als Ausbilder stellte er seinen ehemaligen Fluglehrer Paul Lange ein. Bereits am 1. November 1911 wurde der Betrieb in Hanseatische Flugzeugwerke Karl Caspar umbenannt und begann neben der fliegerischen Ausbildung auch mit dem Lizenzbau von Tauben der Gothaer Waggonfabrik.
Caspar nahm weiterhin an Flugveranstaltungen teil. Am 19. Juni 1912 konnte er mit 3.240 m einen nationalen Höhenrekord aufstellen und beim Nordmarkenflug gewann er den mit 2400 ℳ dotierten Höhenpreis. Weitere Preisgelder erhielt er im Jahr 1912 beim Großen Preis von Kiel (920,41 ℳ), beim Flug um Berlin (8.614 ℳ) und bei der Krupp-Flugwoche (14.546 ℳ). Während eines nachfolgenden Schwedenaufenthalts Caspars wurde die Halle seines Werks am 9. August 1912 durch einen Brand zerstört. Drei in ihr befindliche Tauben, eine davon noch im Bau, wurden ebenfalls ein Opfer der Flammen. Der Schaden belief sich auf 65.473 ℳ. Bei Flugwettbewerben war er aber weiterhin erfolgreich. Beim Ostpreußischen Rundflug im August 1913 belegte er den dritten Platz in der Gesamtflugzeit und bei dem von der Nationalflugspende für den Zeitraum vom 15. September bis zum 31. Oktober 1913 ausgerufenen Fernflugwettbewerb legte er in 24 h eine Strecke von 1381 km zurück, wofür ihm volle 50.000 ℳ zugesprochen wurden.

### Erster Weltkrieg

Caspar nach der Rückkehr von seinem ersten Bombenflug Richtung England (1914)

Die durch Feuer verursachte Zerstörung der Wandsbeker Halle nutzte Caspar als Gelegenheit, seinen Betrieb nach Fuhlsbüttel zu verlagern, wo er 1914 zusätzlich die Hanseatische Flugschule eröffnete, bei der unter anderem Friedrich Christiansen am 27. März 1914 seine Fluglizenz erwarb. Nach Ausbruch des Ersten Weltkriegs wurde Caspar als Leutnant der Reserve zur Feldflieger-Abteilung 9 einberufen. Dort flog er am 25. Oktober 1914 in einer Gotha-Taube zusammen mit seinem Beobachter Oberleutnant Werner Roos über den Ärmelkanal und warf bei Dover eine 10-kg-Bombe ab, die erste, die im Krieg auf Großbritannien fiel, was ihm einige mediale Aufmerksamkeit einbrachte.
Während seiner Dienstzeit verkaufte Caspar im Dezember 1914 die Hanseatischen Flugzeugwerke an den österreichisch-italienischen Finanzier Camillo Castiglioni mit der Auflage zum Recht auf Rückkauf, falls er bis zum Januar 1917 das Militär verlassen haben sollte. Der Betrieb wurde im September 1915 mit anderen Firmen Castiglionis zur Hansa- und Brandenburgische Flugzeugwerke AG zusammengefasst. 1917 machte Caspar von seinem Rückkaufrecht Gebrauch, erwarb sein ehemaliges Werk in Fuhlsbüttel zurück und wiedereröffnete es mit einem Kapital von 1,5 Millionen ℳ. Als Betriebsleiter fungierte Walther Lissauer. Dort wurden im weiteren Verlauf des Krieges Jagdaufklärer vom Typ Albatros C.III und später G.III-Bomber in Lizenz gebaut und die Caspar-Flugschule betrieben.

### Weimarer Republik

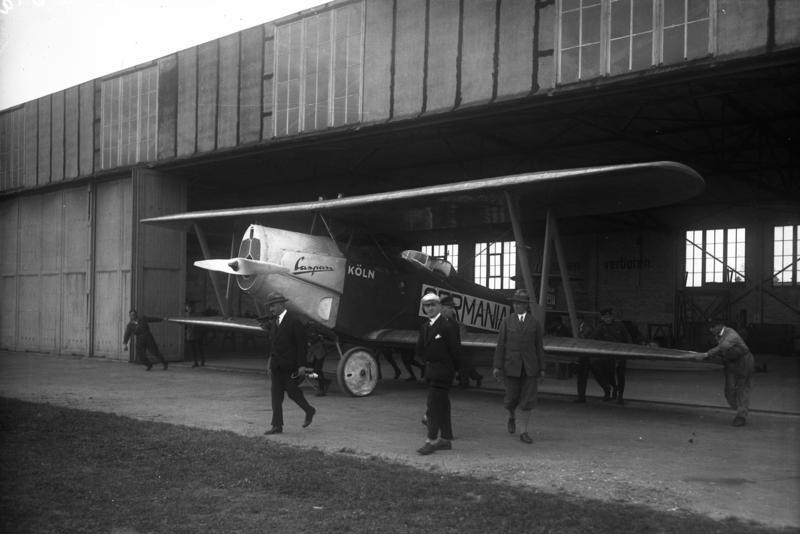
Caspar C 32

Im September 1918 erwarb Caspar vom Niederländer Anthony Fokker dessen Flugzeugwerft auf dem Priwall in Travemünde, musste allerdings nach Kriegsende die Produktion von Flugzeugen aufgeben, da die Entente den Bau von Luftfahrzeugen im Deutschen Reich untersagt hatte, und sich auf die Produktion von anderen Erzeugnissen wie Grammophonkästen beschränken. Caspar schloss deshalb 1919 sein Werk in Fuhlsbüttel und trat die Räumlichkeiten bis zum 9. April 1920 für 1.550.000 ℳ an den Hamburger Senat ab. Gleichzeitig wurde die Travemünder Werft in Caspar-Werke GmbH umbenannt. Als Technischer Direktor wurde Friedrich Christiansen eingesetzt, der um 1920/1921 Ernst Heinkel als Konstrukteur anwarb, der auch als Direktor gearbeitet haben soll, was Heinkel allerdings später bestritt. Unter strengster Geheimhaltung und Umgehung des Flugzeugbauverbots entstanden anschließend im Auftrag der USA und Japans die beiden U-Boot-Bordflugzeuge U 1 und U 2 sowie für Schweden der Seeaufklärer S I.
Karl Caspar erhielt 1921 von der Technischen Hochschule Aachen die Würde eines Dr.-Ing. honoris causa verliehen. Er promovierte im Folgejahr mit einer Arbeit über Luftrecht zum Dr. jur.
Für Caspar überraschend verließ Heinkel im Oktober 1922 den Travemünder Betrieb und machte sich mit seinem eigenen Unternehmen in Warnemünde selbstständig. Beim Weggang warb er eine Reihe von Caspars Mitarbeitern ab, darunter den Konstrukteur Karl Schwärzler. Dies beeinträchtigte Caspars Beziehungen zu Heinkel nachhaltig und veranlasste ihn zu einer Klage gegen diesen wegen Diebstahls von Konstruktionsplänen, die Heinkel allerdings für sich entscheiden konnte. Caspars neuer Chefkonstrukteur wurde Ernst von Loessl, dem 1925 Karl Theiss, dann Reinhold Mewes und im Sommer 1927 Hans Hermann folgten. Obwohl das Unternehmen in den folgenden Jahren 28 verschiedene Typen entwickelte, war Karl Caspar als Unternehmer kein größerer Erfolg mehr beschieden. Im April 1928 mussten die Caspar-Werke Travemünde schließen und wurden von der Erprobungsstelle See übernommen. Danach trat Karl Caspar als Flugzeugbauunternehmer nicht mehr in Erscheinung und lebte bis zu seinem Tod in Sindlingen.
Nach seinem Tod wurde Caspar auf Betreiben der Traditionsgemeinschaft „Alte Adler“ in Hamburg, seiner ersten Wirkungsstätte als Flugzeugbauer, auf dem Friedhof Ohlsdorf beigesetzt.